# Léon Perzinka
 (février 2024).
Léon Remi Perzinka est sculpteur et fondeur français né dans l'ancien 12e arrondissement de Paris le 6 novembre 1843 et mort à La Flèche le 29 juin 1912.